# Coronavirus du syndrome de la diarrhée aiguë porcine
Le Coronavirus du syndrome de la diarrhée aiguë porcine (ou SADS-CoV, pour "Swine acute diarrhea syndrome coronavirus") décrit chez le porc en Chine en 2016 , est un coronavirus, appartenant à l'espèce apparenté au Rhinolophus bat coronavirus HKU2 dans le genre Alphacoronavirus. Il cause des diarrhées aiguës et très contagieuses chez le porc. 
Le virus serait transmis par les excréments de chauves-souris du genre Rhinolophes aux porcs. 
Les symptômes sont les mêmes que ceux induits par le virus de la diarrhée épidémique porcine ; le pathogène est hautement virulent, et hautement pathogène chez les porcelets de moins de 5 jours (ils meurent avec une probabilité de 90%). 

## Histoire
Ce SADS-CoV a émergé ou a été identifié pour la première fois lors d'une épidémie porcine de syndrome respiratoire aigu sévère causé par un coronavirus lié au syndrome respiratoire aigu sévère dans la province du Guangdong en 2016-2017, où il a causé la mort de plus de 24693 porcelets dans 4 exploitations. 
Puis de mai 2017 à janvier 2019, aucun nouveau cas de SADS n'a été signalé dans les élevages porcins du Guangdong. 
La maladie est réapparue en février 2019 (on parle de maladie ré-émergente), confirmée par des analyses d'échantillons intestinaux prélevés chez des porcelets malades. Une enquête sérologique faite sur le sérum des truies laisse penser que le SADS-CoV était présent dans cet élevage ; l'homologie et l'analyse phylogénétique du génome entier de ce virus ont montré que la souche SADS‐CoV réémergente partageait des identités de séquence élevées avec les souches SADS‐CoV existantes. Cette épidémie porcine doit donc être considérée comme latente ou potentiellement réémergente.

## Écoépidémiologie
Selon les données disponibles en 2020, ce coronavirus ne peut pas infecter les humains,,,. Il reste à surveiller, car en mutant il pourrait devenir contagieux pour d'autres espèces (dont pour l'homme éventuellement). Et les élevages industriels de porcs étant nombreux, cet animal pourrait faire un bon creuset pour une recombinaison virale dangereuse, par exemple avec du SARS-CoV-2).

## Génétique
La souche nouvelle baptisée  SADS-CoV, identifiée chez le porc en Chine, est un Alphacoronavirus,.
Il est génétiquement très proche (98,48% d’identité) à celui collecté dans des écouvillons anaux chez le rhinologie roux chinois (Rhinolophus sinicus), le petit Rhinolophe (Rhinolophus pusillus), le Rhinolophe royal (Rhinolopus rex) et intermédiaire  (Rhinolopus affinus).

## Contrôle
Lors de sa ré-émergence en 2019, le SADS-CoV a pu être contrôlé par l'utilisation d'un vaccin basé sur un virus atténué par propagation in vitro.